# 素可泰路
素可泰路位於泰國的首都曼谷之律實縣，它從西往東走向的道路，全長約4公里。西端毗鄰湄南河畔，與對岸的「雙喜橋碼頭」遙遙對望；東端在泰國國家鐵路的北線軌道為止，即「甘烹碧五街」。

## 從東到西的地點
- 從「甘烹碧五街」住北走250公呎，即為泰國國家鐵路的北線之三森車站(Sam Sen Station)。
- 此路段裡皆為舊式木樓貧民窟。
- 律實縣署：位於拍喃五路的交界。
- 拍喃五路：住南走100公呎，即為集叻拉皇宮及律實動物園。
- 披猜路 (Phichai Road)
- 叻猜詩瑪路 (Ratcha Sima Road)
- 三森警察局：位於「萱矮街」
- 三森路 (Sam Sen Road)
- Wachira Hospital
- 考路 (Khao Road)
- 湄南河畔

## 外部連結
- 2009年4月拍攝的素可泰路之影像